# St Paul's United
El St Paul's United es un equipo de fútbol de San Cristóbal y Nieves que juega en la SKNFA Superliga, la máxima categoría de fútbol en el país.

## Historia
Fue fundado en el año 1875 en la ciudad de Saint Paul Capesterre con el nombre Saint Paul's Strickers, con lo que es el equipo de fútbol más viejo del Caribe y uno de los equipos fundadores de la SKNFA Superliga, la cual ha ganado en 7 ocasiones.

## Participación en competencias internacionales
A pesar de ser uno de los equipos más ganadores del país, el St. Paul's United solo ha participado en una competencia internacional oficial de Concacaf, en la edición 2023 de la CFU Club Shield y próximamente participará en la edición 2025. Aún no ha ganado un partido internacional.
| Temporada | Torneo                              | Ronda  | Club            | Resultado |
| --------- | ----------------------------------- | ------ | --------------- | --------- |
| 2023      | CONCACAF Caribbean Club Shield 2023 | Grupos | Metropolitan FA | 0-2       |
| 2023      | CONCACAF Caribbean Club Shield 2023 | Grupos | Jong Holland    | 1-2       |
| 2023      | CONCACAF Caribbean Club Shield 2023 | Grupos | Junior Stars FC | 1-1       |

| Temporada | Torneo               | Ronda  | Club                 | Resultado |
| --------- | -------------------- | ------ | -------------------- | --------- |
| 2025      | CFU Club Shield 2025 | Grupos | Guyana Defence Force | 0-2       |
| 2025      | CFU Club Shield 2025 | Grupos | SV Britannia         | 2-0       |

## Palmarés
- SKNFA Superliga: 7

1999, 2008-09, 2013-14, 2014-15, 2019-20, 2021-22, 2024
- Copa Nacional de San Cristóbal y Nieves: 4

2012, 2020, 2022, 2023
- SKNFA President's Cup: 6

2013, 2014, 2015, 2020, 2022, 2024

## Jugadores

### Equipo 2024-25
Fuentes: